# Cithaerias roquensis
Cithaerias roquensis är en fjärilsart som beskrevs av Felix Bryk 1953. Cithaerias roquensis ingår i släktet Cithaerias och familjen praktfjärilar. Inga underarter finns listade i Catalogue of Life.